# Altar der Stadtpatrone

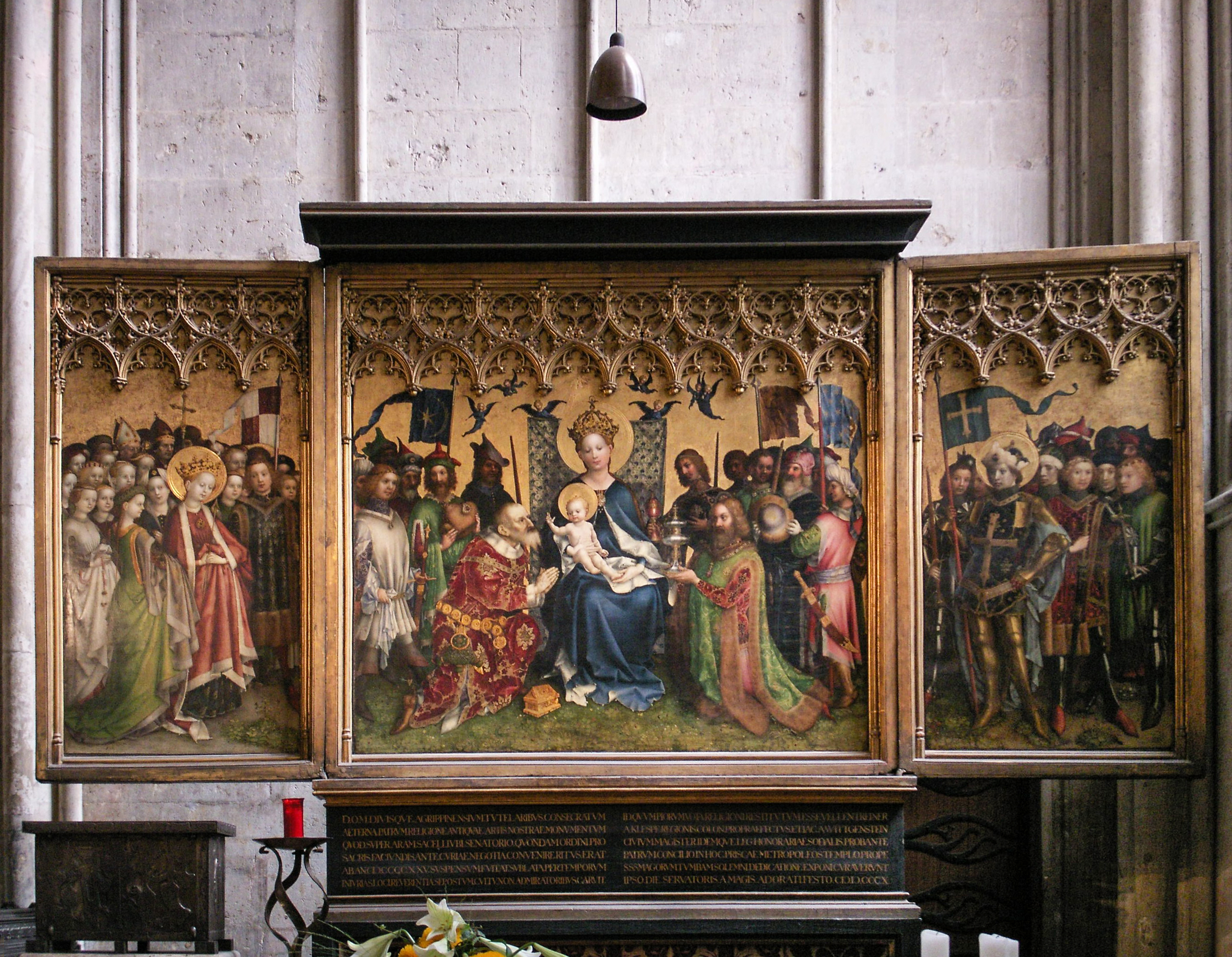
Altar der Stadtpatrone (Stefan Lochner)

Der Altar der Stadtpatrone (früher auch Dreikönigsaltar oder Kölner Dombild) ist ein Triptychon von Stefan Lochner. Dieses stand ursprünglich in der Ratskapelle und wurde 1810 in den Kölner Dom überführt. Seit 1948 bildet der Altar das Zentrum der Marienkapelle im Kölner Dom. Der Flügelaltar gilt als das bedeutendste Werk der spätgotischen Kölner Malerschule.

## Geschichte

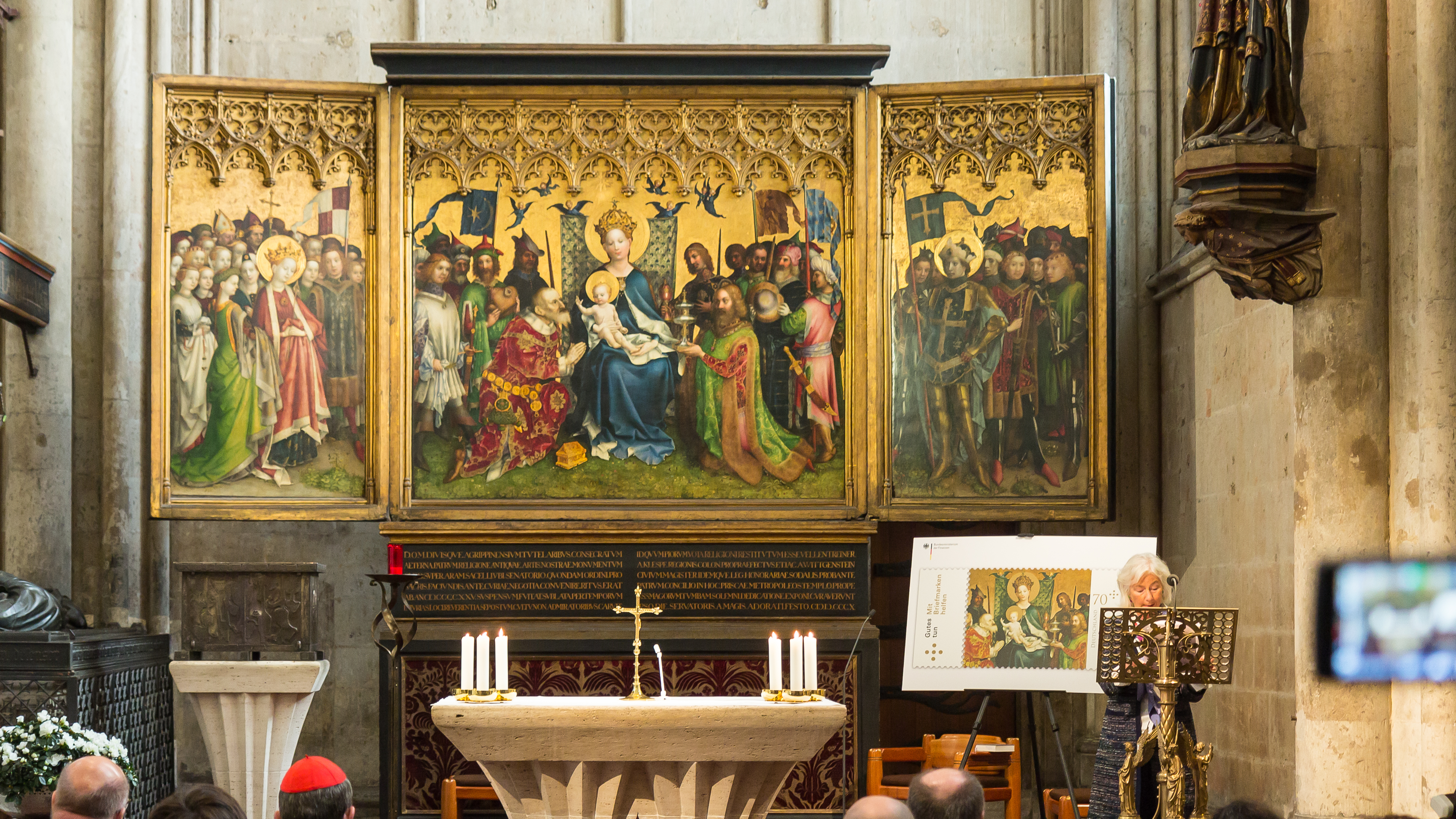
Weihnachtsbriefmarke 2017 in der Marienkapelle

In der 1426 geweihten Ratskapelle St. Maria in Jerusalem feierten die Ratsherren vor ihren Sitzungen regelmäßig eine Messe. Daher beauftragten sie Stefan Lochner, für diese Kapelle ein Triptychon zu schaffen, das die Schutzheiligen der Stadt, die Stadtpatrone, darstellte. 1501 wurden für die Seitenflügel kostbare rotweiße Damastvorhänge angeschafft. Das Werk muss bereits Zeitgenossen als herausragendes Kunstwerk bekannt gewesen sein. Albrecht Dürer ließ sich 1520 auf einer Reise in die Niederlande für zwei Weißpfennig den Altar öffnen, um die Malerei betrachten zu können. Nur aufgrund seiner Tagebuchnotiz, dass er ein Bild von Maister Steffan von Cöln habe sehen können, wurde das Werk 1823 dem Künstler Stefan Lochner zugeordnet. 1568 wurde das Triptychon von Arnt Bruyn neu vergoldet.
Vor den französischen Revolutionstruppen wurde der Altar 1794 versteckt. Da die Kapelle in den Jahren der französischen Besetzung säkularisiert wurde, wurde der Altar 1810 auf Betreiben des Kölner Gelehrten und Kunstsammlers Ferdinand Franz Wallraf in den Kölner Dom überführt. In dieser Zeit erfolgte eine weitere Restaurierung durch Maximilian Heinrich Fuchs und den Vergolder Christian Waltzer. Im 19. Jahrhundert – zur Zeit der Neugotik – erlebte das Dombild einen Popularitätsschub und wurde mehrfach kopiert, unter anderem von Benedikt Beckenkamp. Die original Predella ist verloren gegangen. An ihre Stelle steht der Altar auf einem Inschriftensockel, den Ferdinand Franz Wallraff in Erinnerung an die Überführungen des Werkes in den Dom gestalten ließ.
Im Zweiten Weltkrieg wurde der Altar zum Schutz vor Kriegsschäden ausgelagert und dabei von Hanna Adenauer, der späteren Stadtkonservatorin, persönlich begleitet. Seit 1948 bildet der Altar das Zentrum der nach dem Weltkrieg neu gestalteten Marienkapelle im Dom.
Zur Gestaltung der Weihnachtsbriefmarke im Jahre 2017 wurde ein Motiv aus dem Altarbild verwendet. Die von Heribert Birnbach gestaltete Marke zeigt Maria als Himmelskönigin und die Anbetung der Heiligen Drei Könige. Die Sonderbriefmarke mit dem Titel „Aufwartung der Heiligen Drei Könige“ wurde von Bundeswirtschaftsminister Peter Altmaier und Erzbischof Rainer Maria Kardinal Woelki in der Marienkapelle vor dem Altar der Stadtpatrone vorgestellt.

## Künstler
Wie im Mittelalter üblich, ist das Kunstwerk nicht signiert. 1822 lenkte Johanna Schopenhauer, die Mutter des gleichnamigen Philosophen, in ihren Schriften die Aufmerksamkeit auf den Tagebucheintrages von Albrecht Dürer, in dem dieser auf seiner Reise in die Niederlande die Ausgaben festhielt. Dürer hatte auf dieser Reise im November 1520 rund zwei Wochen Köln besucht und sich gleich an den ersten Tagen ein ausgewähltes Kunstwerk zeigen lassen: „Ich hab 3 weißpfenning, item hab 2 weißpfenning geben von der taffel auff zusperren, die maister Steffan zu Cöln gemacht hat.“ Dieser Meister Steffan wurde mit dem aus Kölner Dokumenten bekannten, offenbar herausgehobenen Maler Stefan Lochner identifiziert. Die Zuordnung gilt als plausibel, hat aber hypothetischen Charakter.
Von einzelnen Kunsthistorikern ist spekuliert worden, dass das Bild auch ein Selbstporträt von Stefan Lochner enthalte. Der Mann mit der grünen Kappe hinter Gereon zeige physiognomische und ausgeprägt individuelle Gesichtszüge, die anderen Figuren fehlen. Ikonographische Details wiesen darauf hin, dass „eine Selbstdarstellung des Malers besonders plausibel“ sei.

## Datierung
Die Entstehung des Altars wird seit Mitte des 19. Jahrhunderts in die Zeit zwischen 1440 und 1442 datiert. Erstmals vorgeschlagen hat dies Johann Jakob Merlo, der 1852 den von Dürer genannten Meister Steffan mit dem historisch nachweisbaren Stefan Lochner identifizierte. Lochner habe in jenen Jahren Häuser erworben, die er sich nur nach Vollendung des Altars habe leisten können. Michael Wolfson, der diese Argumentation für „kaum überzeugend“ hält, datiert das Dombild auf die Zeit um 1435. Die Ratskapelle sei schon 1426 eingeweiht worden; aus stilkritischer Sicht sei das Dombild aber erst nach der Vollendung des von Jan van Eyck geschaffenen Genter Altars entstanden.

## Bildmotiv
Der Altar der Stadtpatrone gilt als das Hauptwerk Lochners. Das Triptychon ist 260 cm hoch. Der Mittelteil hat eine Breite von 285 cm, jeder Seitenflügel misst 142 cm. Die Werktagsseite zeigt die Verkündigung des Engels an Maria. Die innere Feiertagsseite präsentiert die wichtigsten Heiligen der Stadt Köln in einem vergoldeten Rahmen, der am oberen Rand durch ein geschnitztes Maßwerk verziert ist.
Zentrales Motiv ist Maria als Himmelskönigin und die Anbetung Jesu durch die Heiligen Drei Könige. Auf dem linken Flügel befindet sich die heilige Ursula mit 11 ihrer angeblich 11.000 Jungfrauen. Auf dem rechten Flügel ist der heilige Gereon vor einer Schar seiner Getreuen aus der Thebaischen Legion abgebildet.

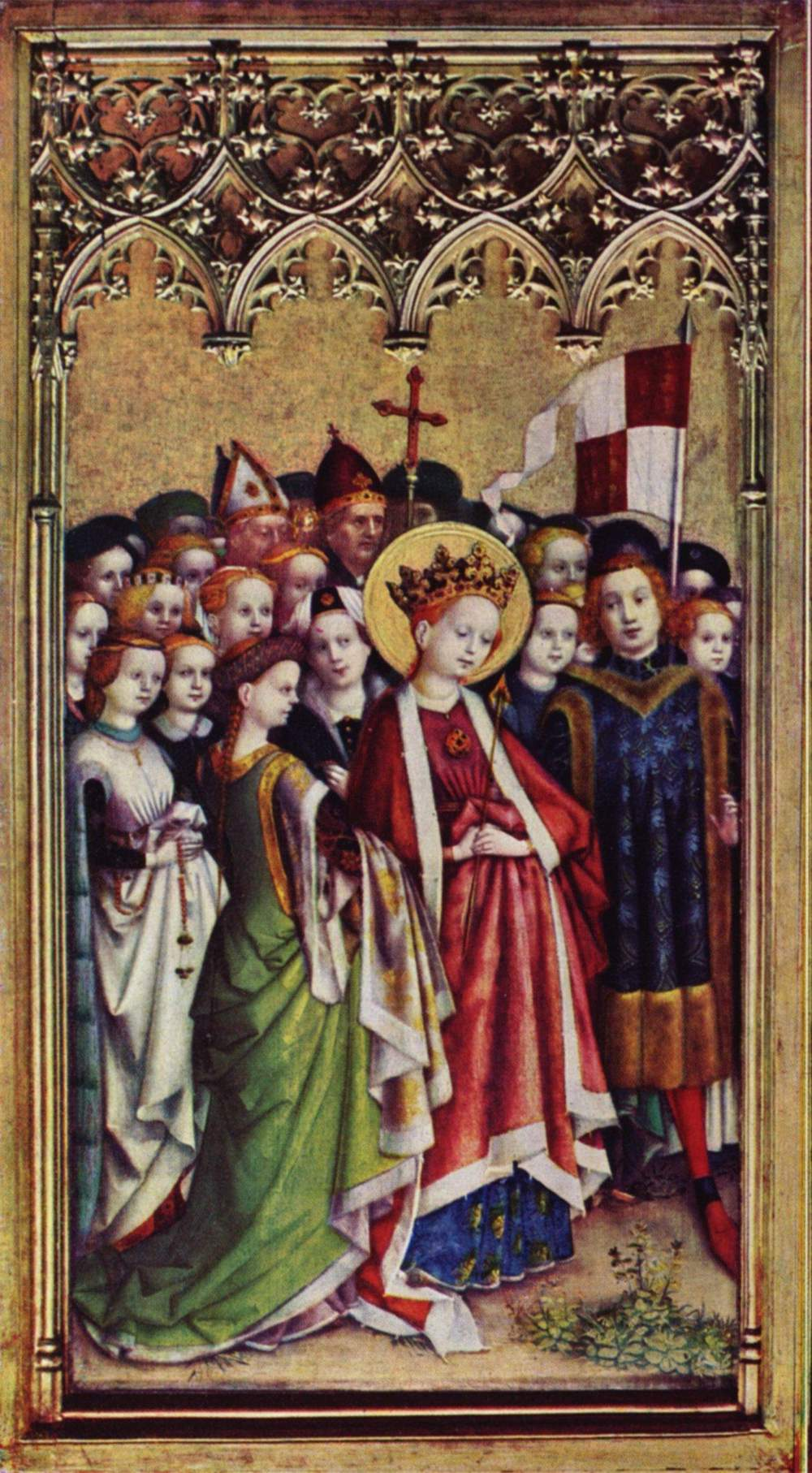
Linker Flügel mit der heiligen Ursula und der Dame in grün
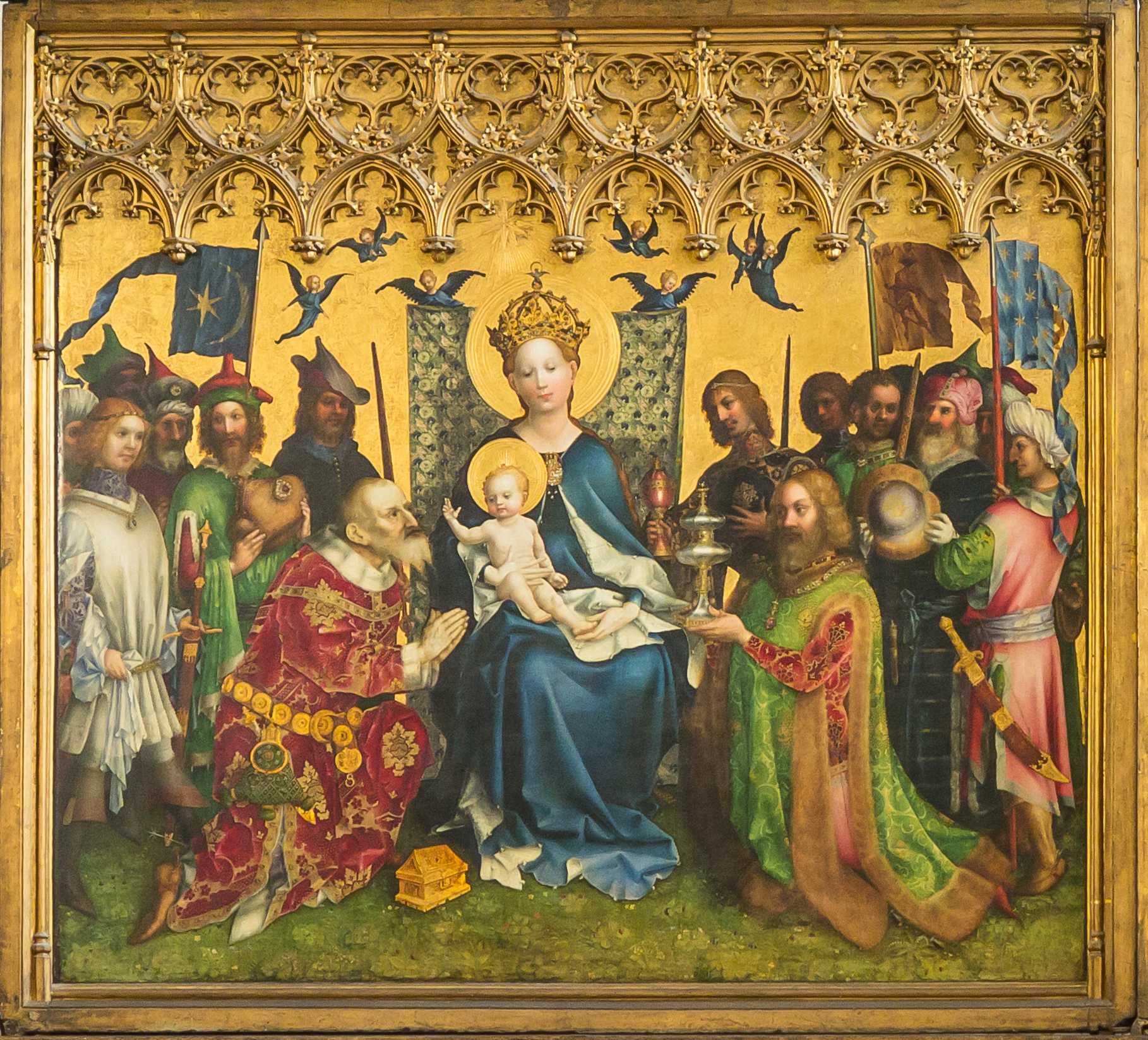
Mitteltafel mit den Heiligen Drei Königen
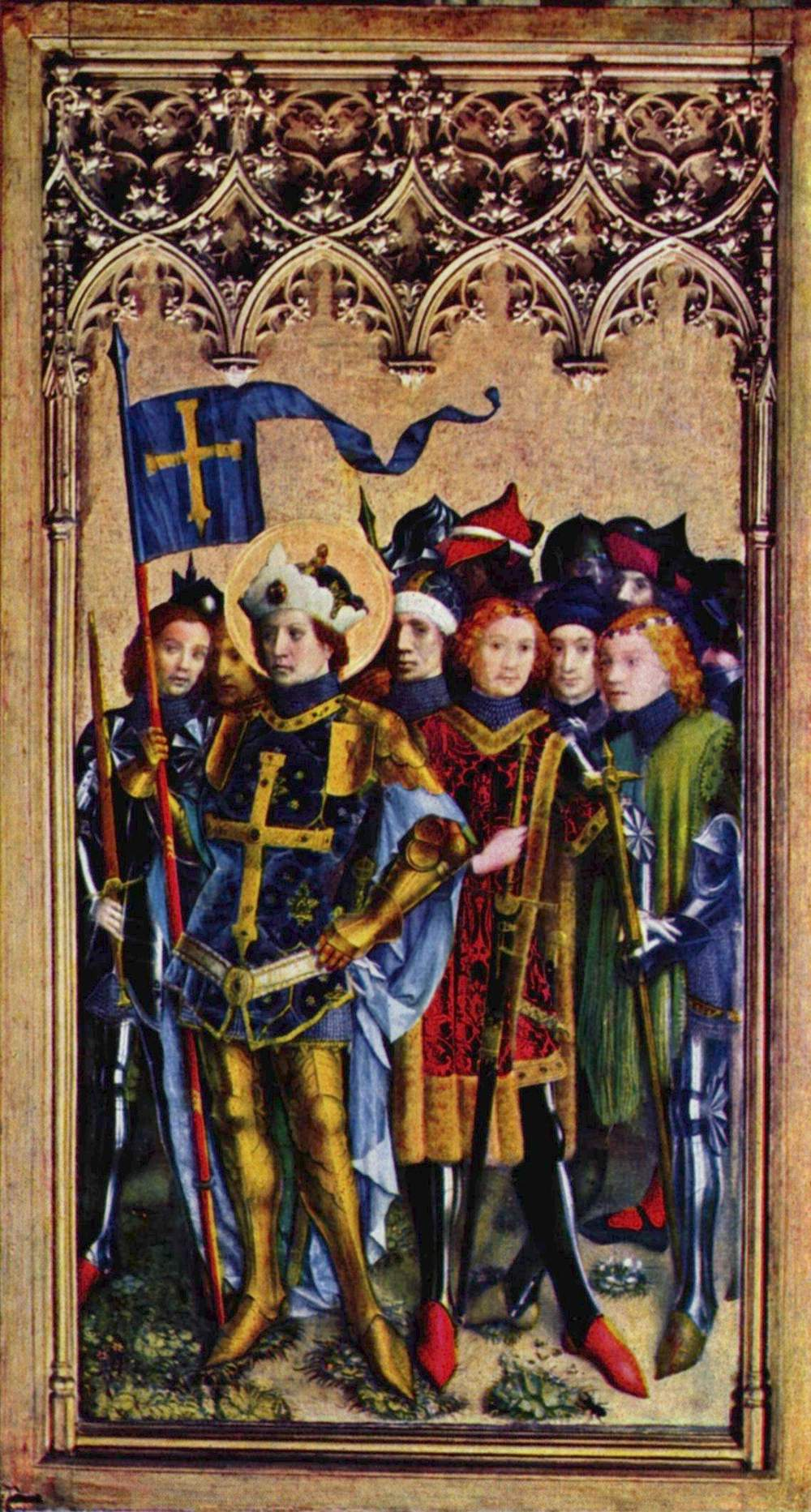
Rechter Flügel mit dem heiligen Gereon
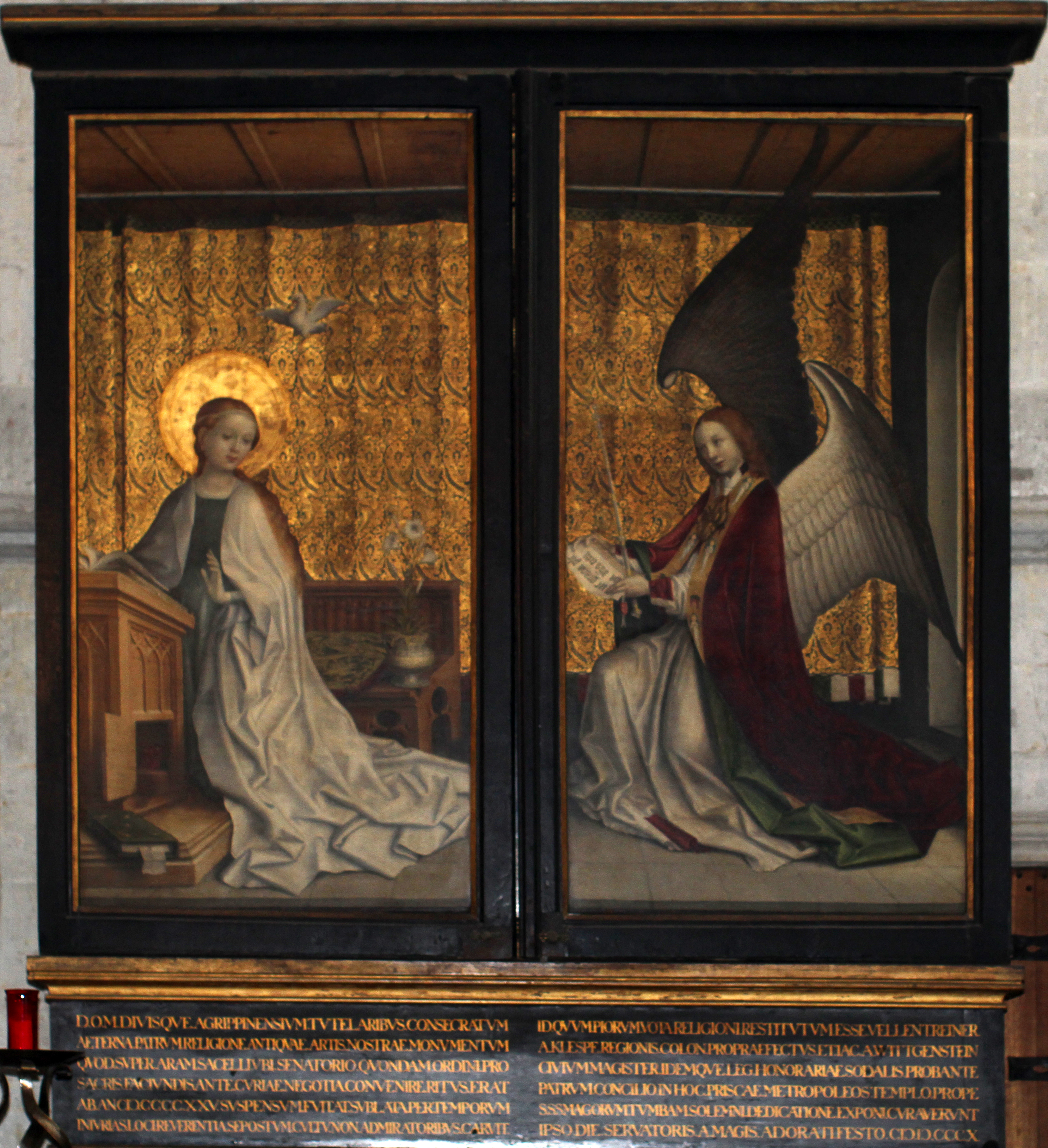
Werktagsseite: Verkündigung

Die Werktagsseite des Altars erlaubt dem Betrachter einen Blick in einen scheinbar einheitlichen Raum, obwohl sich das Bild auf zwei gerahmte Flächen verteilt. Die Rahmen wirken wie ein Fenster, hinter dem sich ein Zimmer mit goldgemustertem Vorhang, mit perspektivisch verkürzter Decke und Fußboden als naturalistischer Handlungsraum befindet. Dort verkündet ein wirklichkeitsnah gemalter Engel aus der Bewegung einer scheinbar aufgeschreckten, zart gemalten Maria einen Gruß. Nur die Attribute der zierlichen Figuren – Heiligenschein und Engelsflügel – entheben sie der Zeitlichkeit einer Szene mit zwei jungen Frauen.
Die Feiertagsseite zeigt auf Goldgrund die Patrone der Stadt Köln: die heiligen Drei Könige, die heilige Ursula und den heiligen Gereon. So konnte die Kölner Bürgerschaft am Altar der Gottesmutter huldigen, an deren Hof sie durch die Patrone vertreten wird.
Stefan Lochner arrangierte die Patrone in einem strengen axialsymmetrischen Aufbau, dem er alle tradierten Bildfindungen opfert. Zentraler Bildpunkt ist die thronende Maria, deren Krone sie als Himmelskönigin ausweist, mit dem Jesusknaben auf dem Schoß. Ihr sind rechts und links je ein König huldigend zugeordnet. Diese drei Figuren bilden eine zentrale Dreieckskomposition. Der dritte König dagegen ist unscheinbar in den Hintergrund gerückt; seine Silhouette wird von einem nicht näher differenzierten Gefolgsmann symmetrisch auf der Gegenseite des Marienthrones gespiegelt. Lochner verzichtet auf alle tradierten Bildelemente – wie Stall, Esel, Ochs oder Josef – und präsentiert die Himmelskönigin dagegen vor einem mit Vögeln bestickten Vorhang, der von zwei kleinen Engeln gehalten wird. Die Gefolgschaft der Könige ist gedrängt rechts und links des Thrones versammelt. Auch die Patrone auf den Außenflügeln – Ursula links und Georg rechts – scheinen der Aufwartung bei Maria beizuwohnen. Sie sind in ihrem Habit gegensätzlich dargestellt: auf dem Ursula-Flügel fallen die zart gestalteten Inkarnate und die voluminösen Gewänder auf. Auf dem Gereon-Flügel beeindrucken das blanke und plastisch gestaltete Metall der Rüstungen. In ihrer Aufstellung allerdings ordnen sich die Heiligen und das hinter ihnen sehr dicht gedrängte Gefolge dem übergreifenden symmetrischen Bildaufbau unter. Einzig das Jesuskind auf dem Schoße Mariens ist leicht aus der Symmetrieachse nach links verschoben; es hebt die Hand mit einer segnenden Geste dem ältesten König zugewandt.
Der Maler zeigt in der Gestaltung der Kleidungsstücke sein meisterliches Können. Der alte König trägt ein Gewand
aus rot-goldenem Brokat und der mittelalte König einen pelzbesetzten Mantel aus grünem Brokat; für Maria hat Lochner einen schlichteren, aber hermelingefütterten Mantel gefunden. Die Stofflichkeitsillusion der Gewanddarstellung gilt als herausragend. Ebenso erstaunlich ist der Verismus der dargebrachten königlichen Geschenke: ein zweistöckiger Silberpokal, ein Kelch aus rotem Jaspis und ein kleiner Reliquienschrein.
Lochner hat in seinen Bildern eine sehr große Anzahl von ikonographischen Symbolen abgebildet, die er alle
unaufdringlich dem übergeordneten Motiv unterzuordnen wusste. Die Fahnen der Drei Könige auf dem Gemälde symbolisieren die drei im Mittelalter bekannten Erdteile: Europa, Asien und Afrika. Die drei Könige sind bewusst in unterschiedlichem Alter dargestellt, da sie gleichzeitig die drei Lebensalter darstellen sollen. Der blaue Mantel der Maria wird von einer goldenen Brosche gehalten, in deren Perlenbesatz Lochner eine junge Frau mit einem Einhorn aufscheinen lässt. Der Ikonographie nach galt dieses Tier als Zeichen für die Jungfräulichkeit. Alle drei Bildtafeln verbindet ein durchgehender grüner Rasen. In ihm sind 40 Heil- und Nutzpflanzen mit ihren Blüten und Früchten botanisch so naturgetreu wiedergegeben, dass 33 von ihnen identifiziert werden konnten. Bei den Pflanzen handelt es sich fast durchgängig um Pestgewächse, denen im Mittelalter Abwehrkräfte gegen die Pest zugeschrieben wurden. Dazu gehört beispielsweise der Stechende Mäusedorn, der mit seinen stechenden Blättern Mäuse und Ratten fernhielt. Die Kartäusernelke vertrieb durch ihren Duft Ungeziefer und ihr wurden daher Abwehrkräfte gegen Dämonen zugeschrieben. Der Spitzwegerich besitzt tatsächlich eine medizinisch wirksame antibiotische Wirkung. Prominent platziert direkt unterhalb der Gottesmutter ist die Alraune. Sie gehörte zu den bedeutendsten christlichen Symbolpflanzen. Ein Symbol für das sich verbreitende weitzweigende Christentum war die Ackerwinde. Auf dem Gemälde nachgewiesen werden konnten ebenso der Kriechende Günsel, die Echte Nelkenwurz und das Gewöhnliche Leberblümchen. Lochner hat zwischen den Pflanzen als einziges Tier auch einen Hirschkäfer gemalt, der als Apotropaion, als magischer Gegenstand zum Schutz gegen böse Kräfte galt.

## Unterzeichnungen
Um besser zu verstehen, wie die Werkstatt Stefan Lochners die Bildkompositionen des Altares entwickelt hat, wurden 2012 die Unterzeichnungen durch Infrarotspektographie untersucht. Mit diesem Verfahren konnten die mit Pinseln, Kielfedern und schwarzer Zeichenflüssigkeit vorgenommenen Vorzeichnungen, die sich unter der Malfarbe verbergen, sichtbar gemacht werden. Bei der Analyse der Handschriften wurde deutlich, dass mindestens vier Zeichner diese Skizzen angefertigt haben. Einer davon ließ sich als Stefan Lochner selbst identifizieren, dessen typische Handschrift auf der linken Flügelinnenseite und teilweise auf der Mitteltafel erkennbar wurde. Lochner führte also eine größere Malerwerkstatt, in der neben ihm mindestens drei versierte Gesellen tätig waren. Alle Vorzeichnungen haben eine so hohen Reifegrad, dass weitere Vorarbeiten außerhalb des Werkes angenommen werden müssen. Diese wurden freihändig auf die Tafeln übertragen, weil keine Hilfslinien identifiziert werden konnten. Vermutlich haben die Auftraggeber das Werk auf Basis der Vorzeichnungen begutachtet und dabei auch noch Änderungen empfohlen. Beispielsweise legen die Skizzen nahe, dass vom Künstler ursprünglich ein größerer Gegensatz zwischen dem Liebreiz der Ursula-Begleiterinnen auf der einen und der Streitmacht der Thebaischen Legion auf der anderen Seite beabsichtigt war.

## Das Nachfolgewerk

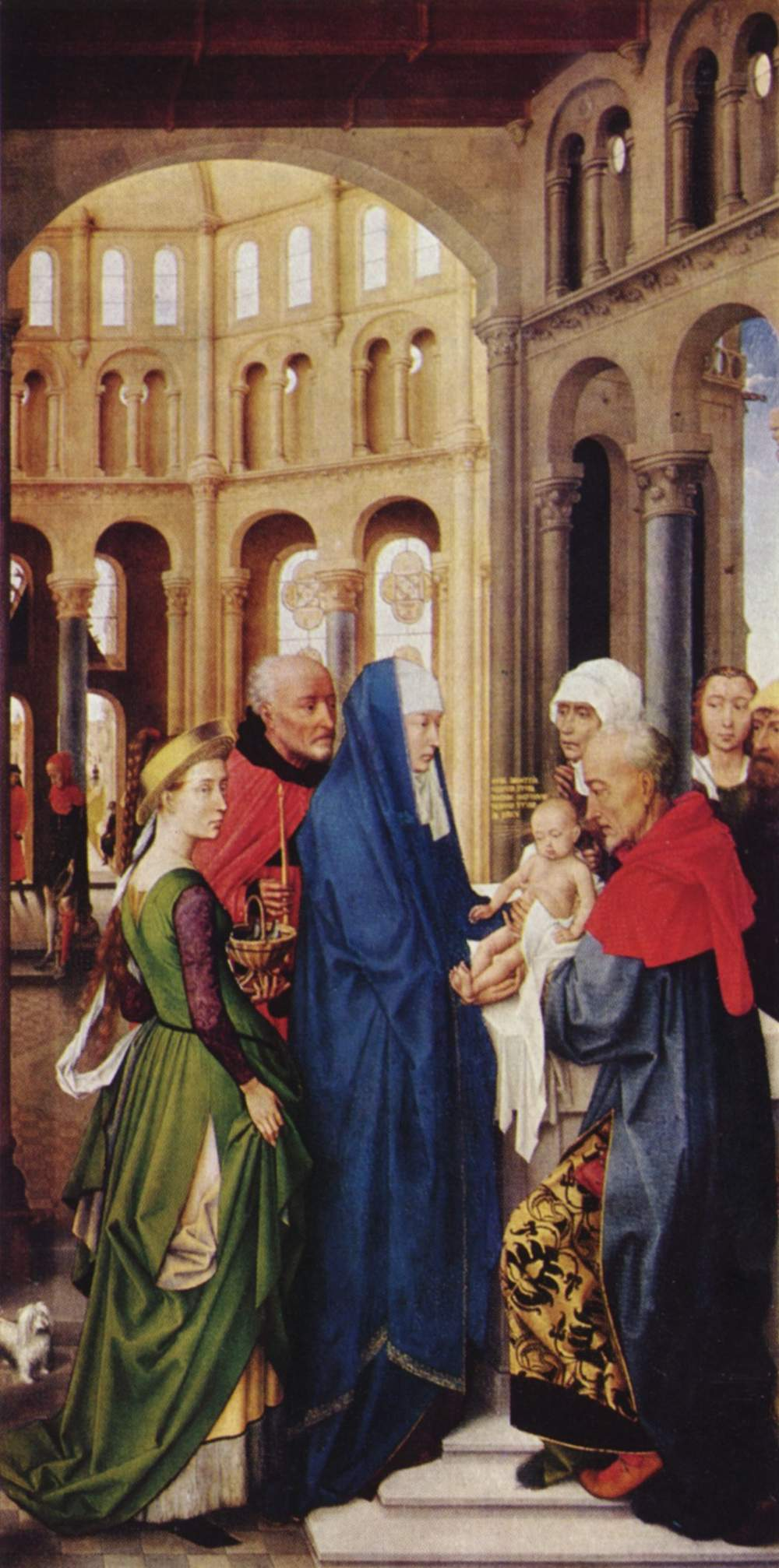
Rechter Flügel mit der Dame im grünen Kleid

Rogier van der Weiden schafft etwa 10 Jahre später für St. Kolumba in Köln seine „Anbetung der Könige“. Hier gibt es alle Elemente der Bethlehemszene. Die Heilige Familie ist auf diesem Triptychon vollzählig und in einer Stallruine zu finden. Van der Weidens Werk zeigt auf dem Flügel links die Verkündigung Mariens und auf dem rechten Flügel die Darbietung im Tempel. In letzterer Szene sehen wir, sehr ähnlich wiedergeben, die mysteriöse und unidentifizierte Dame im grünen Kleid wieder, die bei Lochner links neben der Heiligen Ursula zu finden ist.